# Leen 't Hart
Leendert 't Hart (Delft, 30 april 1920 – Nijkerkerveen, 29 mei 1992) was een Nederlands organist en (stads)beiaardier..
Hij was zoon van Johan 't Hart en Johanna Lena Borst.
Zijn muziekopleiding kreeg 't Hart bij Jan Hendrik Storm, organist en beiaardier in Delft. Hij werd vervolgens samen met Rien Ritter stadsbeiaardier te Delft (1946), als opvolgers van Storm. 't Hart werkte toen al vanaf 1938 als organist van de Gereformeerde Kerk in Delft. Beiden gingen vervolgens op studie bij Ferdinand Timmermans te Rotterdam die hen klaarstoomde voor een opleiding aan de Beiaardschool van Mechelen bij Staf Nees. Hij studeerde er in 1950 “met grote onderscheiding” af. Het jaar daarvoor had hij een concours gewonnen georganiseerd door de Nederlandse Klokkenspel Vereniging. In 1951 gaf hij lessen in Brazilië en op Curaçao. Om aan de wensen van 't Hart te voldoen werd het klokkenspel in Delft uitgebreid met een octaaf.
Hij combineerde functies als stadsbeiaardier van Delft met soortgelijke functies in Leiden (vanaf 1952, weer samen met Ritter), Amersfoort (vanaf 1953, zelfstandige functie) en Rotterdam (vanaf 1956). In december 1968 werd 't Hart getroffen door een hartinfarct, maar herstelde snel en ging verder in zijn functies als beiaardier en docent. Hij trad in 1974 als gevolg van zijn gezondheid wel als beiaardier terug, maar gaf nog wel overal ter wereld concerten. Hij bleef tevens nog spelen in Amersfoort tot 1991.  Zijn functie als organist van de Gereformeerde kerk legde hij in 1990 neer. Hij was vanaf 1953 docent aan de Nederlandse Beiaardschool in Amersfoort, dat een internationaal leerlingenschap voerde.  ’t Hart en Ritter verzorgden tussen 1957 en 1973 concerten tijdens de Taptoe Delft-activiteiten.
Hij schreef ook werken voor orgel:
- Passacaglia (1946)
- Variaties op Die Winter ist vergangen (1949)
- Dorische suite (1950)
- Kleine suite (1954)
- Springfield suite (geschreven voor zijn jaarlijkse optredens voor de beiaardfeesten in Springfield (1963)
- prelude solonel in memory of the late president John F. Kennedy (1964)
- Triptiek (1966)
- Whitemarsh suite

- International Standard Name Identifier: 0000 0000 7624 2058
- Library of Congress Control Number: no90011544
- MusicBrainz: 51b4ab3f-c3d8-44e0-a5e5-14d484538722
- Nationale Bibliotheek van Israël: 987007286974805171
- Nederlandse Thesaurus van Auteursnamen: 27342520X
- Virtual International Authority File: 105137146
- WorldCat: E39PBJpV9KXK8bhBmWGwGw63Qq